# Nordkoreanisch-türkische Beziehungen
Nordkoreanisch-türkische Beziehungen beschreiben die bilateralen Beziehungen zwischen Nordkorea und der Türkei. Der türkische Botschafter in Seoul ist akkreditiert in Nordkorea. Der nordkoreanische Botschafter ist in Sofia akkreditiert.

## Geschichte
Bis 2001 zielte Nordkoreas Politik gegenüber der Türkei nach dem Zweiten Weltkrieg hauptsächlich darauf ab, die Zusammenarbeit zwischen der Türkei und Südkorea zu minimieren.
Als die Bush-Regierung feststellte, dass Nordkorea gegen das Abkommen von 1994 über das nordkoreanische Atomwaffenprogramm verstößt, waren die bilateralen Beziehungen zwischen den beiden Nationen sehr begrenzt.
Um seine diplomatische und wirtschaftliche Isolation zu beenden, nahm Nordkorea am 27. Juni 2001 diplomatische Beziehungen auf.
Die Handelsbeziehungen zwischen den beiden Ländern waren im Jahr 2019 vernachlässigbar.